# Мебибајт
Мебибајт се користи као јединица мере података у рачунарству и износи 1.048.576 (220) бајтова (1024 кибибајта).